# Edward Clark Potter
Edward Clark Potter (New London, 1857 – 1923) è stato uno scultore statunitense.
È noto come scultore funerario ed autore di monumenti equestri; tra questi ha particolare rilievo la statua di Ulysses Simpson Grant a Fairmount Park (1898).